# Mara (gryzonie)
Mara (Dolichotis) – rodzaj ssaków z podrodziny mar w obrębie rodziny kawiowatych (Caviidae).

## Rozmieszczenie geograficzne
Rodzaj obejmuje gatunki występujące w Ameryce Południowej (Boliwia, Paragwaj, Argentyna i być może Chile).

## Morfologia
Długość ciała (bez ogona) 420–800 mm, długość ogona 19–40 mm, długość tylnej stopy 91–160 mm, długość ucha 58–103 mm; masa ciała 1,8–9 kg.

## Systematyka
Rodzaj zdefiniował w 1819 roku francuski zoolog Anselme Gaëtan Desmarest w artykule „Notatka o ssaku z rzędu gryzoni, o którym wspominają niektórzy autorzy, ale którego istnienie nie zostało jeszcze powszechnie zaakceptowane przez nomenklatorów przyrodników”, opublikowanym w czasopiśmie Journal de Physique, de Chimie, d’Histoire Naturelle et des Arts. Gatunkiem typowym jest (oznaczenie monotypowe) mara patagońska (D. patagonum).

### Etymologia
- Dolichotis: gr. δολιχος dolikhos ‘długi’; ους ous, ωτος ōtos ’ucho’[12].
- Mara: nazwa mara oznaczająca w językach araukańskich ‘marę’[13]. Gatunek typowy (oznaczenie monotypowe): „La biscacha a bandeau” (= Cavia patachonica G. Shaw, 1801 (= Cavia patagonum Zimmermann, 1780)).
- Pediolagus: gr. πεδιον pedion ‘pole, równina’, od πεδον pedon ‘ziemia, grunt’, od πους pous, ποδος podos ‘stopa’[14]; λαγoς lagos ‘zając’[15]. Gatunek typowy (oznaczenie oryginalne): Dolichotis centralis Weyenbergh, 1877 (= Dolichotis salinicola Burmeister, 1876).
- Weyenberghia: Hendrik Weyenbergh (1842–1885) holenderski zoolog, działający w Argentynie, założyciel Museo de Zoología w Kordobie[4]. Gatunek typowy (oryginalne oznaczenie): Dolichotis salinicola Burmeister, 1876.
- Paradolichotis: gr. παρα para ‘blisko,  obok’[16]; rodzaj Dolichotis Desmarest, 1819.
- Lagospedius: gr. λαγoς lagos ‘zając’[15]; πεδιον pedion ‘pole, równina’, od πεδον pedon ‘ziemia, grunt’, od πους pous, ποδος podos ‘stopa’[14]. Gatunek typowy (oznaczenie oryginalne): Dolichotis centralis Weyenbergh, 1877 (= Dolichotis salinicola Burmeister, 1876).

### Podział systematyczny
Do rodzaju należą następujące występujące współcześnie gatunki:
| Grafika | Gatunek               | Autor i rok opisu         | Nazwa zwyczajowa | Podgatunki         | Rozmieszczenie geograficzne                                                                                      | Podstawowe wymiary                       | Status IUCN |
| ------- | --------------------- | ------------------------- | ---------------- | ------------------ | --- | ---------------------------------------- | ----------- |
|         | Dolichotis patagonum  | (E.A.W. Zimmermann, 1780) | mara patagońska  | 2 podgatunki       | endemit Argentyny (Catamarca na południe do Santa Cruz, na wschód do Buenos Aires; być może południowe Chile)    | DC: 60–80 cm DO: 2,5–4 cm MC: 7–9 kg     | NT          |
|         | Dolichotis salinicola | Burmeister, 1876          | mara solniskowa  | gatunek monotypowy | skrajnie południowo-wschodnia Boliwia, zachodni Paragwaj i północno-zachodnia Argentyna (na południe do Córdoby) | DC: 42–48 cm DO: 1,9–2 cm MC: 1,8–2,3 kg | LC          |

Kategorie IUCN:  LC  – gatunek najmniejszej troski,  NT  – gatunek bliski zagrożenia.
Opisano również gatunki wymarłe na terenie dzisiejszej Argentyny:
- Dolichotis chapalmalensis (Ameghino, 1908)[20] (pliocen)
- Dolichotis improlus (Ameghino, 1891)[21] (plejstocen)
- Dolichotis intermedius Ameghino, 1889[22] (pliocen)
- Dolichotis mayor (H. Gervais & Ameghino, 1880)[23] (fanerozoik)
- Dolichotis minor (H. Gervais & Ameghino, 1880)[23] (plejstocen)
- Dolichotis platycephalus Ameghino, 1889[24] (plejstocen)